# 湯河政春
湯河 政春（ゆかわ まさはる）は、室町時代から戦国時代にかけての武将。紀伊国の国人・湯河氏の惣領で、室町幕府奉公衆。連歌をよく詠み、『新撰菟玖波集』にその句が収録される。

## 生涯
紀伊の国人・湯河氏は、熊野八庄司の一人・湯河庄司に出自を持つとみられ、当主は代々「新庄司」を名乗り、政春も新庄司を称した。また、「文安年中御番帳」（1444 - 1449年成立）に奉公衆の四番衆（在国衆）として「湯河新庄司」の名が、「久下文書」所収四番衆交名（1459 - 1465年成立）に「湯河安房入道」「同新庄司」の名があり、湯河氏が奉公衆だったことがわかる。
寛正3年（1462年）、政春は印南本郷（現在の和歌山県印南町）の庶子家へ書状を出しており、発信地として「こまつ原」と記している。このことから、当時の湯河氏惣領家が日高郡小松原（御坊市）を本拠としていたことが判明する。
応仁元年（1467年）に応仁の乱が勃発すると、畠山政長方に付いた政春は畠山義就方から広城を奪い、熊野三山や有馬和泉守らの蜂起を退散させ、翌応仁2年（1468年）1月18日付の御内書で将軍・足利義政にそれらの功を讃えられた。文明9年（1477年）10月にも湯河氏は政長方として義就方と戦っている。
また、応仁の乱の最中の文明2年（1470年）12月、政春は義政から紀伊国の所領における段銭・諸公事・臨時課役幷人夫・伝馬等を免除され、守護使不入権を獲得した。
政春は、長享元年（1487年）に足利義政の護衛を務めるなど、奉公衆として上洛しており、長享3年（1489年）8月から明応2年（1493年）3月にかけ、『北野社家日記』にしばしば登場した。明応2年（1493年）、細川政元の謀反により、将軍・足利義材（義稙）は捕らえられ、政春が支持する畠山政長は自害（明応の政変）。この結果、細川政元政権下の京都に政春が上ることはなくなったものと考えられ、『北野社家日記』にも政春の姿は見えなくなる。
明応2年（1493年）11月、政春は海部郡衣奈荘（由良町）の下司に対し、下司職と衣奈八幡宮神職の安堵を行った。
永正5年（1508年）に、足利義尹（義稙）が大内義興とともに上洛したが、それに先立ち義尹は政春と湯河孫三郎に助力を求め、孫三郎が義尹に味方した。孫三郎については政春の後継者、もしくは湯河氏嫡流に近い人物とみられ、湯河光春である可能性も考えられる。
政春の後は、光春が湯河氏の当主となった。

## 人物
政春は連歌を嗜み、長享2年（1488年）4月に宗祇の北野神社連歌会所奉行就任を祝して行われた「北野会所花の本開百韻」では、表八句の詠み手に名を連ねた。宗祇の編纂した『新撰菟玖波集』には5句入選している。延徳4年（1492年）6月には、政春の戦勝を祈念して宗祇が『小松原独吟百韻』を詠んでおり、両者の親密さがうかがえる。また、政春は管領細川家の主催する「細川千句」にも参加している。
政春は、本拠地・小松原に歌仙堂を営み、たびたび連歌の会を催したといわれ、一族の玉置与二郎、同七郎次郎とともに二百韻の連歌会を行ったことが記録に残る。